# Helmer Lundgren
Axel Helmer Lundgren, född 16 maj 1914 i Lundby församling, död 2 mars 1979 i Göteborg, var en svensk fotbollsspelare som spelade för Gais säsongerna 1936/1937–1942/1943.

## Biografi
Lundgren kom, tillsammans med Tore Karlsson, till Gais från Lundby IF, och spelade sammanlagt 98 matcher för Gais och gjorde 12 mål. Han var med i det Gais som åkte ur allsvenskan 1937/1938, och var sedan även med och spelade upp klubben i allsvenskan 1941/1942. Han var däremot inte med i den trupp som spelade hem svenska cupen 1942.

## Familj
Helmer Lundgren var bror till den tidigare Gais-klippan Herbert Lundgren. Hans son, Kent Lundgren (1937–2014), blev riksdagsledamot för Miljöpartiet.